# Diamentnikowate
Diamentnikowate, brzankąsaczowate (Curimatidae) – rodzina małych słodkowodnych ryb kąsaczokształtnych (Characiformes).

## Występowanie
Od południowej Kostaryki po północną Argentynę .

## Cechy charakterystyczne
Diamentnikowate wyróżniają się od pozostałych kąsaczokształtnych brakiem zębów szczękowych. Występują 4 promienie branchiostegalne. Jeśli mają wyrostki filtracyjne, to są one słabo rozwinięte. Liczba kręgów zwykle od 30 do 36. Kształt ciała jest zróżnicowany – od wrzecionowatego, po głębokie i bocznie spłaszczone. Największe rozmiary (do 32 cm długości standardowej) osiąga Curimata mivartii .

## Klasyfikacja
Rodzaje zaliczane do tej rodziny:
Curimata – Curimatella – Curimatopsis – Cyphocharax – Potamorhina – Psectrogaster – Pseudocurimata – Steindachnerina
Typem nomenklatorycznym jest Curimata.